# خالپوش‌ماهی
خالپوش‌ماهی (نام علمی: Scophthalmus rhombus) نام یک گونه از راسته کفشک‌ماهی است.